# 자미라 시디코바
자미라 벡술타노브나 시디코바(키르기스어: Замира Бексултановна Сыдыкова, 1960년 2월 29일 ~ )는 소련과 키르기스스탄의 여성 정치인 겸 외교관이다.
그녀는 2006년 5월에서 2006년 8월까지 쿠르만베크 바키예프 키르기스스탄 대통령의 미국 및 캐나다 외교 특사로도 활동하였다,
그 후 2012년 중화인민공화국 방문 시절 류푸룽(柳富龍)이라는 중국어 이름을 사용하였다.

## 같이 보기
- 튤립 혁명